# Baby Love (fribrottare)
Baby Love eller Dulce Niña, född 24 november 2003 i Monterrey i Nuevo León är en mexikansk luchadora (fribrottare). Hon började med fribrottning som väldigt ung och tränades av de meriterade Regiomontana-fribrottarna Potro Jr., Golden Boy, och Red Flamer. Hon gjorde sin debut inför publik den 17 augusti 2014.

## Monterrey ochLucha Libre Femenil
I början av karriären brottades hon ofta i små arenor i Regiomontanaområdet, till exempel Arena El Jaguar och Terraza Elma i Apodaca, byggnader som knappt tar 500 åskadare. Ofta tillsammans med andra unga brottare från samma tidsepok, Dulce Kanela, Komander och Babe Fox för att nämna några. Senare brottades hon under en lång tid i Lucha Libre Femenil, ett förbund i Monterrey dedikerat enbart till kvinnlig fribrottning, där hon vann flera turneringar och priser. Den 28 juli 2019 ställdes hon emot Linda Llamarada, Denebola och Reyna Obscura i finalen av årliga turneringen Copa Juvenil LLF som avgjorts sedan 2008. Baby Love vann, och den 3 januari 2020 vann hon ytterligare en titel i förbundet då hon besegrade Lady Flammer för bältet LLF Championship, den mest prestigefyllda titeln i förbundet.

## Kaoz Lucha Libre
Sedan 2019 brottas hon regelbundet i Kaoz Lucha Libre, och i november 2020 tecknade hon ett exklusivt kontrakt med förbundet.

## Mexikos oberoende förbund
Sedan den 10 oktober 2020 innehar hon Campeonato Femenil-titel i det Mexico City-baserade oberoende förbundet IAW, efter en seger över La Hera och Star Fire.